# Tredje makten
För massmedia, se tredje statsmakten.
Tredje makten var ett svenskt TV-program som sändes i SVT2 i mitten av 2002. Programmet var en blandning av humorprogram och samhällsprogram med både komiker och samhällsreportrar. Ambitionen var att presentera ämnen ur nya vinklar.
Programmet kretsade kring karaktären "Gunnar Fredriksson" (spelad av Fredrik Gunnarsson). I hans lägenhet träffade han sina vänner vilket var grunden till olika reportage. Bland reportrarna fanns Kenny Åkesson, Linda Ölverudh, Hanna Solberger, Måns Nilsson och Anders Johansson. I lägenheten fanns även en guldfisk som gav sin syn på världen i monologer i några av programmen.
Programmet var stundtals kontroversiellt och fälldes av Granskningsnämnden för Radio och TV, i synnerhet gällande inslaget med guldfisken.  Ett inslag om motorcykelgänget Hells Angels gjorde vederbörande upprörda vilket föranledde en planerad attack mot de som gjort reportaget.